# Esteban Makoli
Esteban Makoli Conde (Santa Isabel, 1 de febrero de 1947) es un exfutbolista que jugaba como centrocampista. Militó en equipos españoles como Hércules Club de Fútbol, Club Deportivo Eldense o Novelda Club de Fútbol. Nacido en la Guinea española, fue internacional absoluto con la selección de Guinea Ecuatorial.

## Trayectoria
Makoli fue de los primeros futbolistas africanos en jugar en el fútbol español. Fichó por el Hércules en 1968, equipo con el que jugó 2 temporadas, ambas en Tercera División (por entonces actual Segunda "B"), y donde quedó campeón de liga en ambas aunque ascendiendo a Segunda División en la temporada 1969/70. Una temporada más tarde jugó en el Eldense con el que consiguió el ascenso a Tercera División. Tras la independencia de Guinea Ecuatorial de España, fue llamado para disputar los primeros partidos de la Selección ecuatoguineana antes de afiliación de la Federación Ecuatoguineana de Fútbol en la FIFA. Una vez retirado de fútbol, se afincó en Novelda donde regenta un negocio, e incluso ejerció labores de política, al ser incluido en unas listas para las elecciones municipales en Novelda. Su hijo Esteban Makoli Cantó también fue futbolista y actualmente es el presidente del Club de Fútbol Noveldense.

## Clubes
| Club           | País   | Año       |
| -------------- | ------ | --------- |
| Novelda C. F.  | España | 1967-1968 |
| Hércules C. F. | España | 1968-1970 |
| C. D. Eldense  | España | 1970-1971 |
| ¿?             | España | 1971-     |

- Datos: Q5849105